# Лав Рудњев
Лав Владимирович Рудњев (рус. Лев Владимирович Ру́днев; Новгород, по неким изворима Опочка, 25. март 1885 − Москва, 19. новембар 1956) био је руски и совјетски архитекта и један од најистакнутијих представника совјетског монументалног класицизма (познатог и као стаљинистичка архитектура) и соцреализма у архитектури. Добитник Стаљинове награде првог степена (1949). Пројектовао је неке од најзначајнијих и најпознатијих државних грађевина у Совјетском Савезу, а у његова најзначајнија дела убрајају се монументално главно здање Ломоносовљевог универзитета у Москви, и Палата културе и спорта у Варшави.
Школовао се на Императорској академији уметности у Санкт Петербургу, а још као студент учестовао је на бројним архитектонским конкурсима. По окончању школовања радио је и као професор на Лењинградској академији уметности (од 1922. до 1948), а потом прелази на Московски институт за архитектуру на којем је радио као професор до 1952. године. Након Другог светског рата активно је учестовао у реконструкцијама порушених градова широм земље, а нарочито у Вороњежу, Стаљинграду, Риги и Москви. Био је члан совјетске архитектонске коморе.
Од значајнијих радова издвајају се још и зграда Летонске академије наука у Риги и Зграда Владе у Бакуу.